# Trolleybus de Moscou
Le trolleybus de Moscou (en russe : Московский троллейбус) est un des systèmes de transport en commun de Moscou, en Russie.

## Galerie

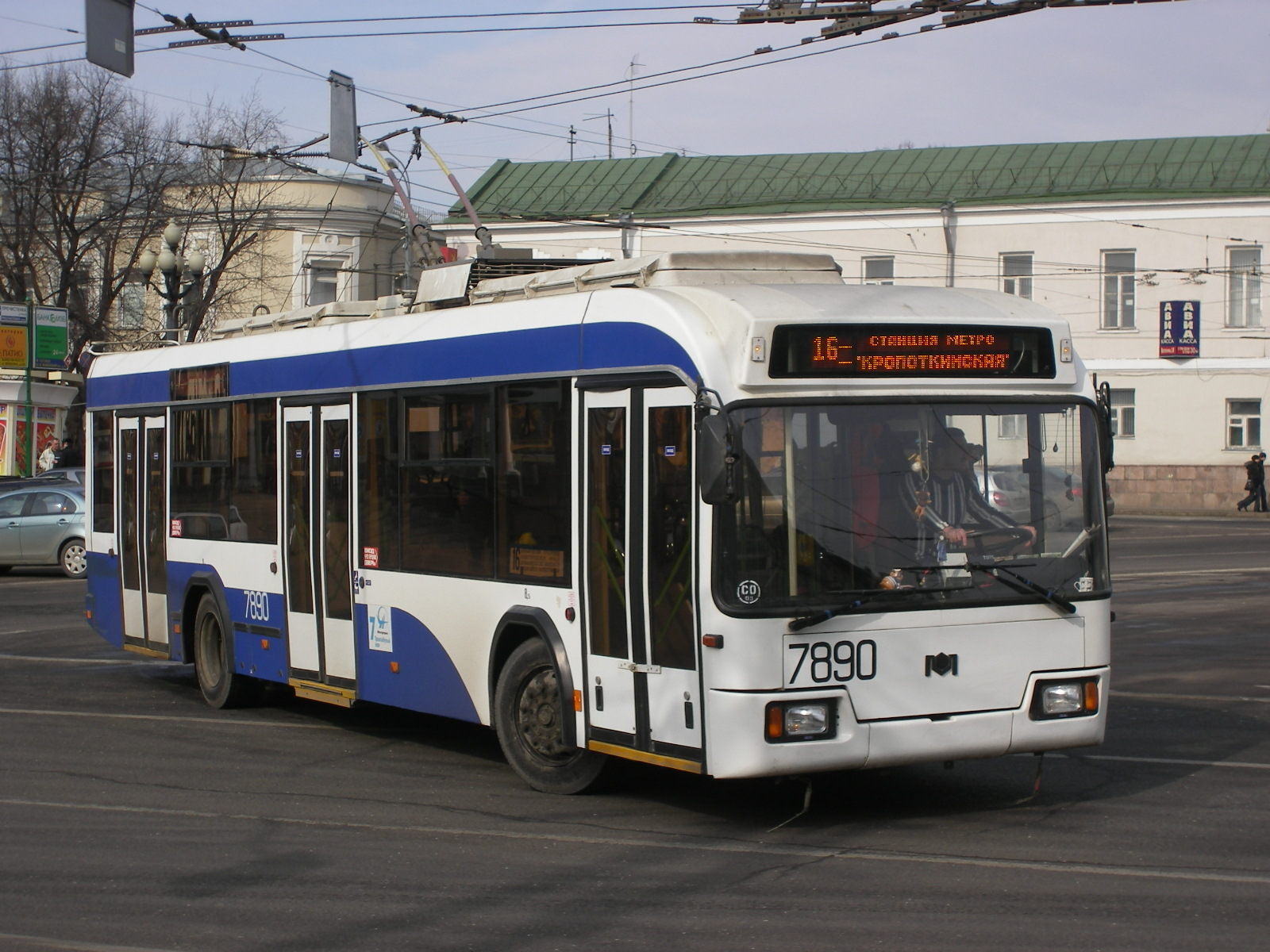
AKSM-321
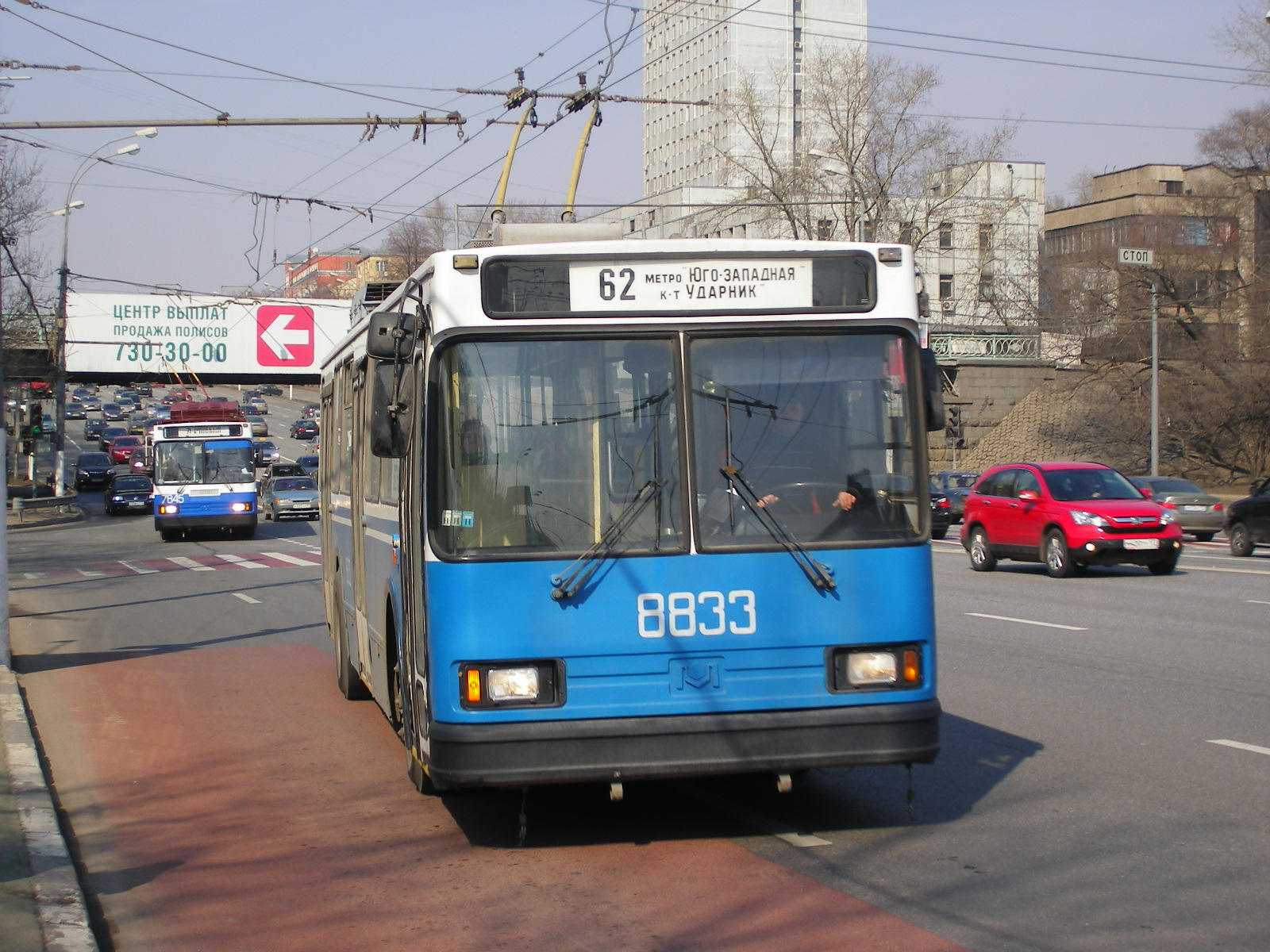
AKSM 20101 -8833 -7845
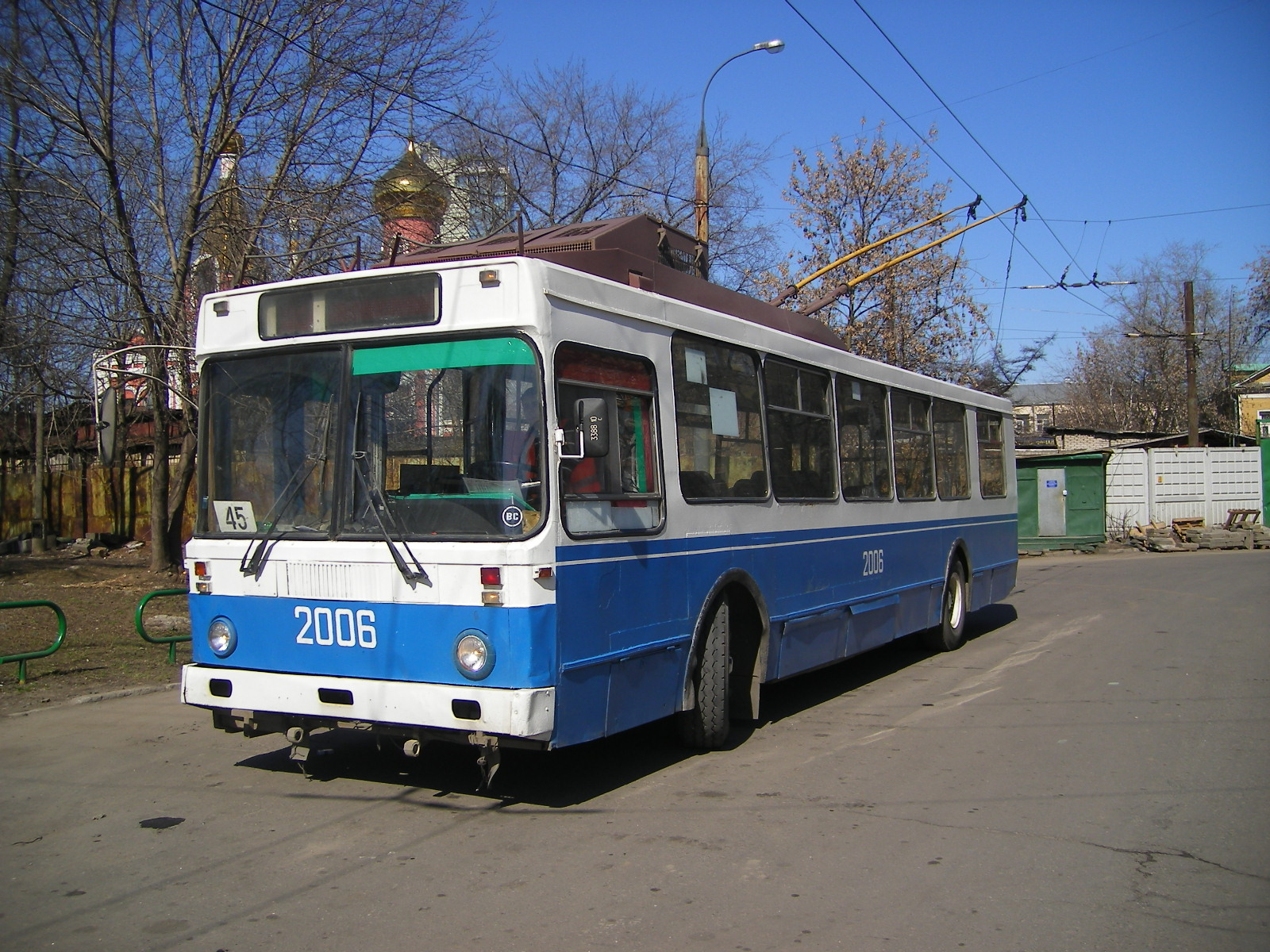
MTRZ-6223
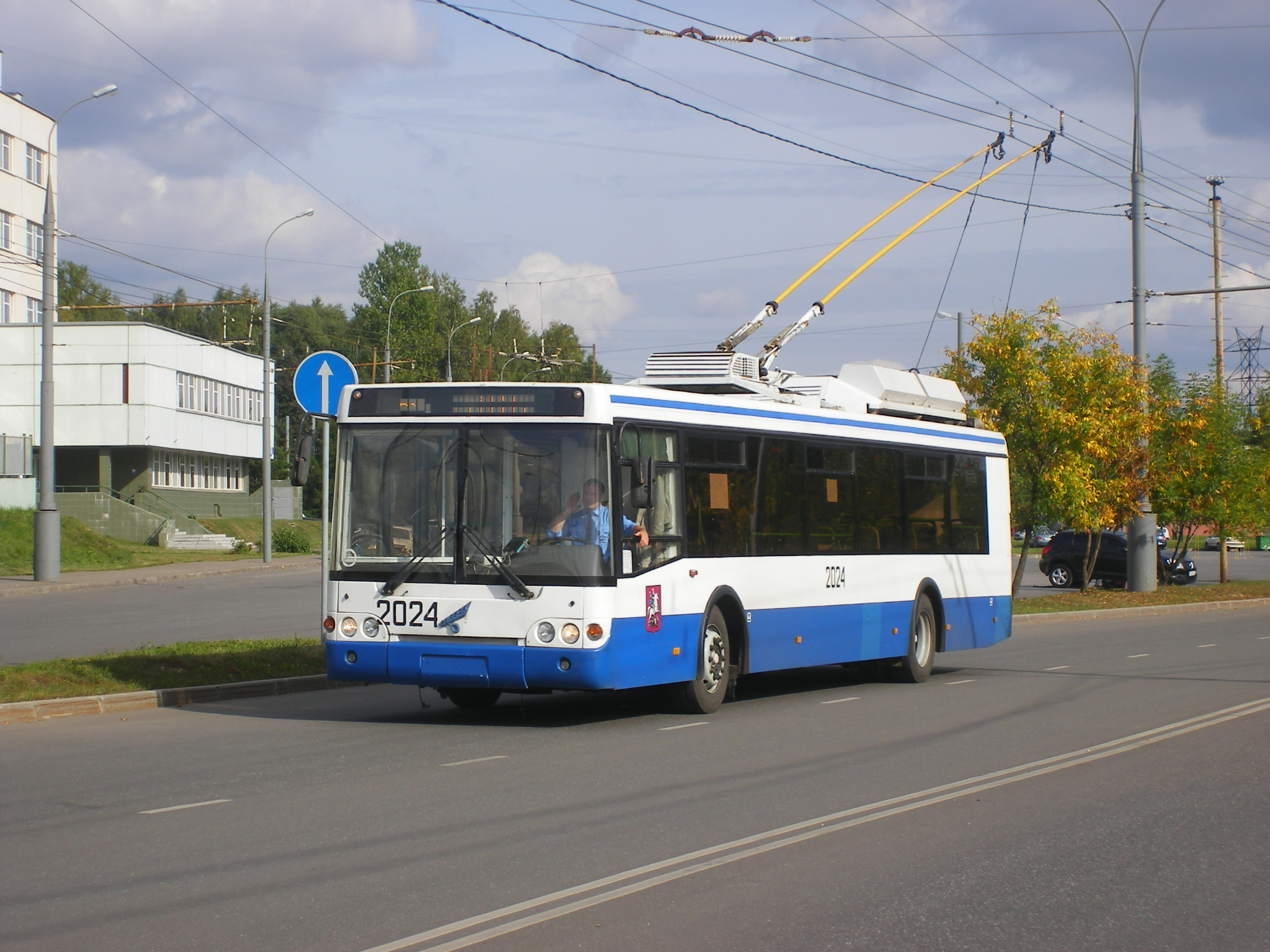
MTRZ-52791
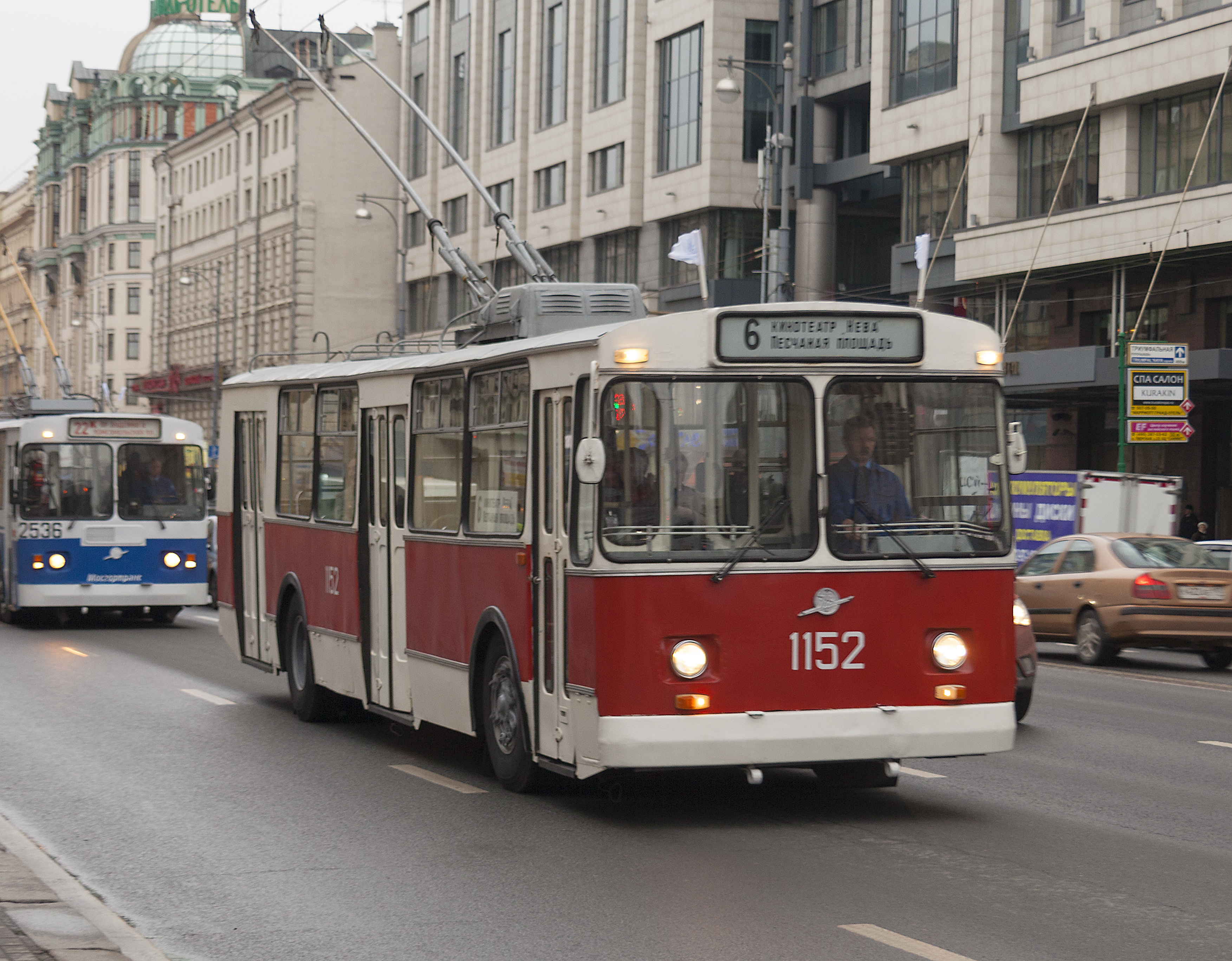
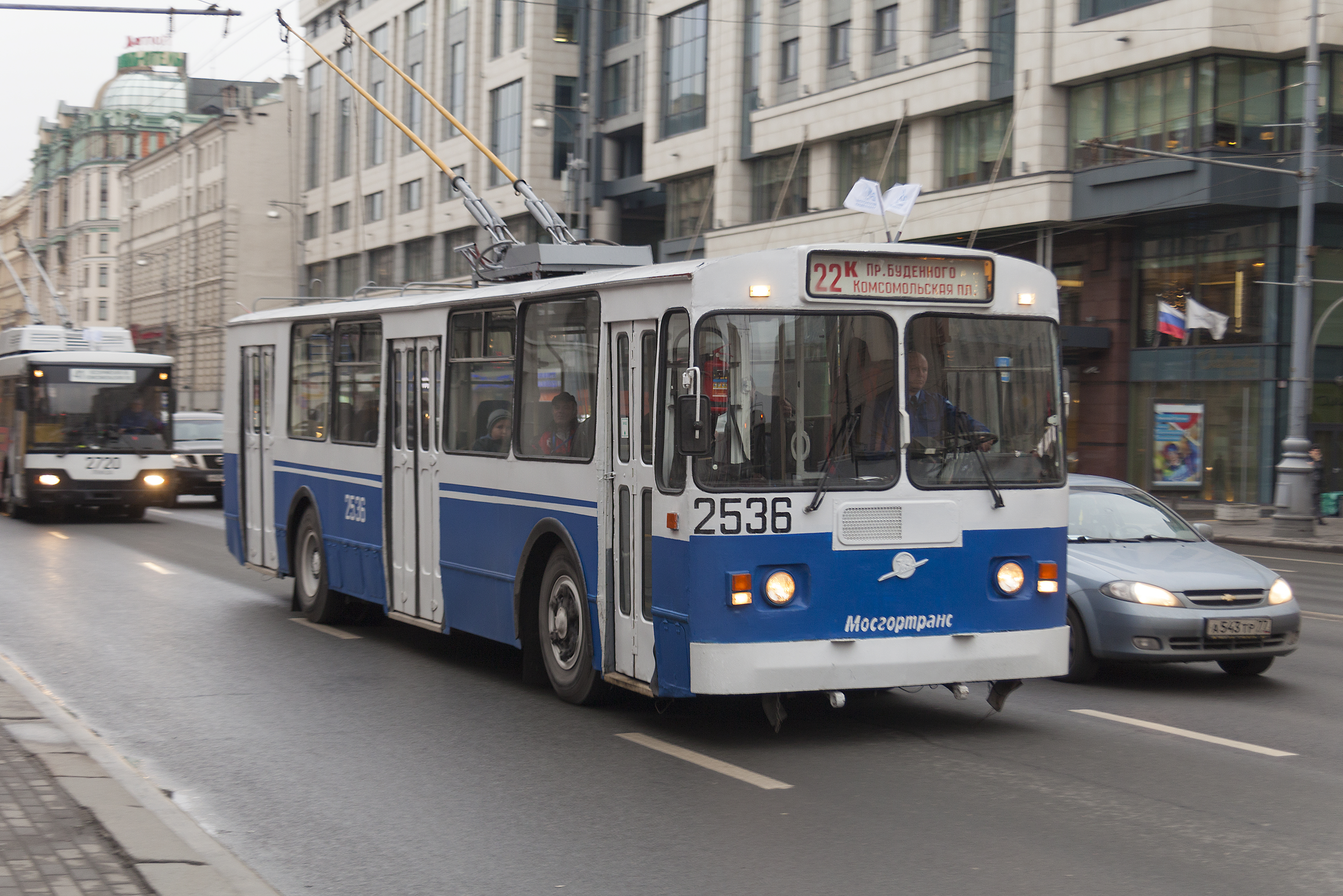
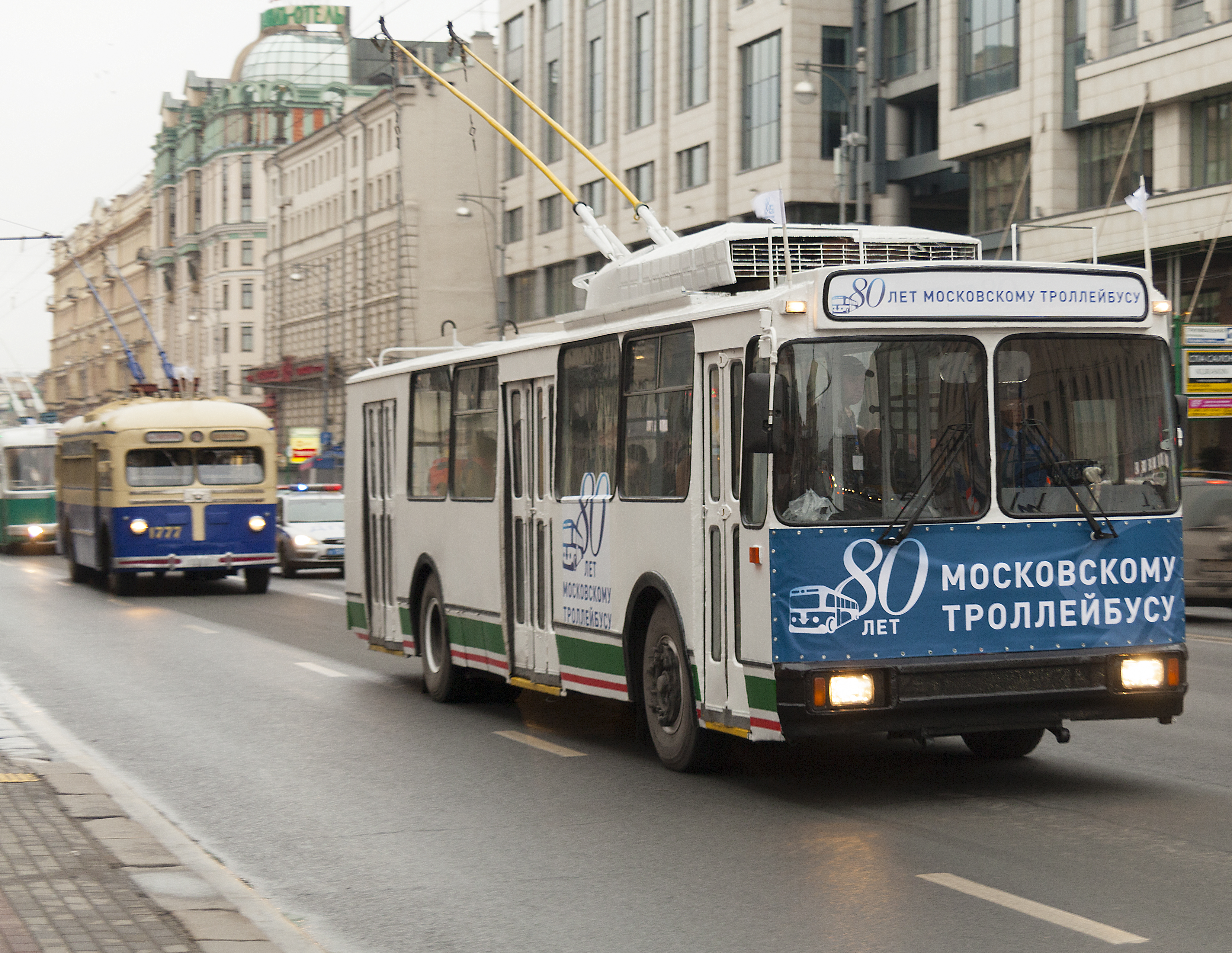
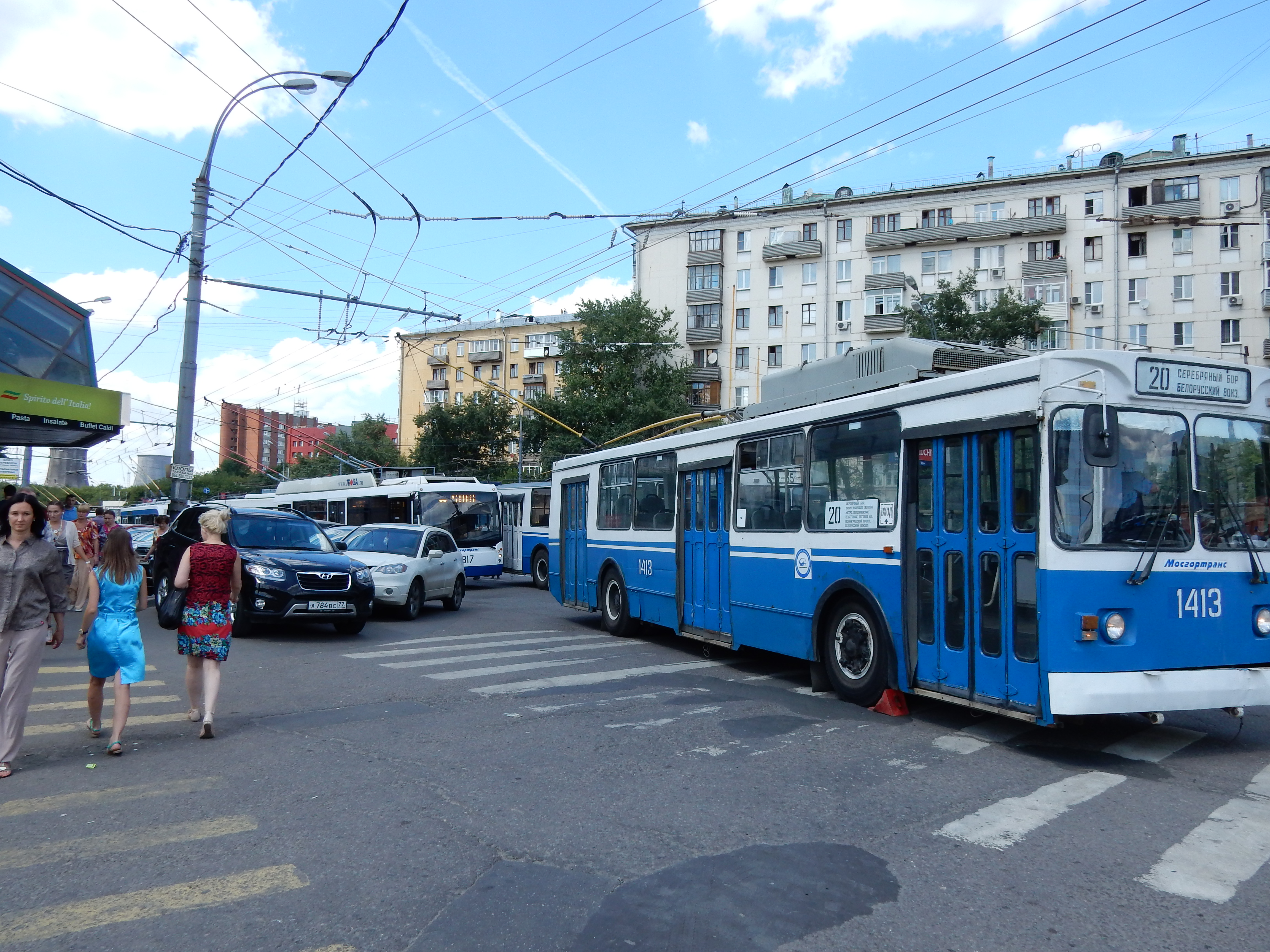
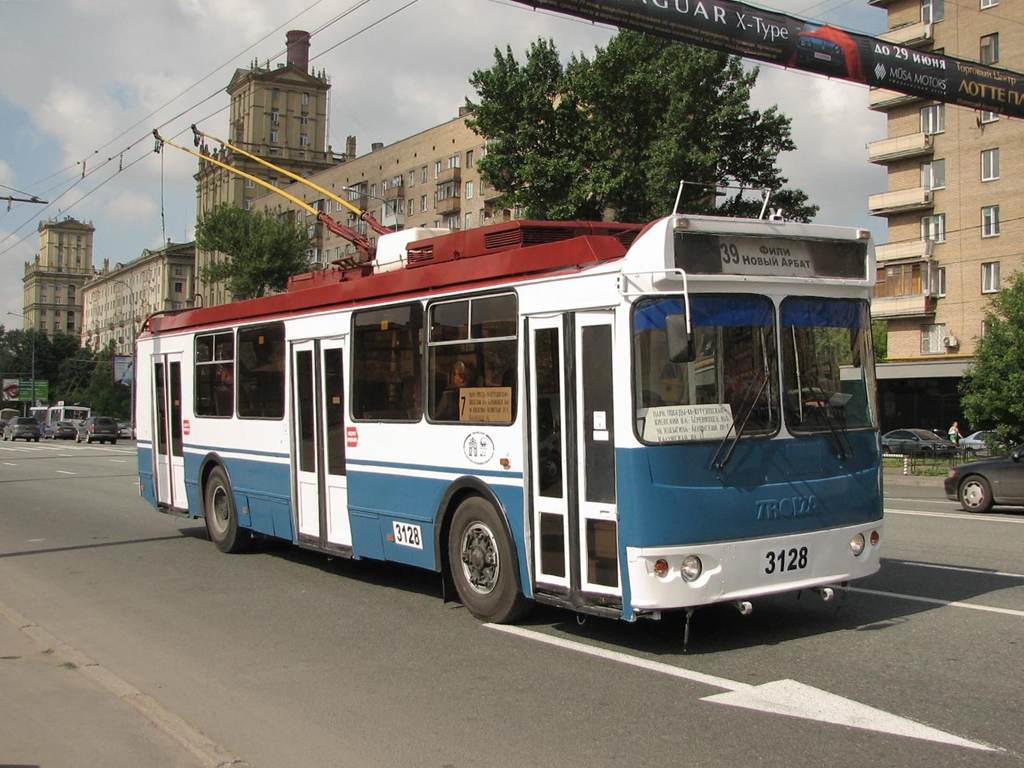
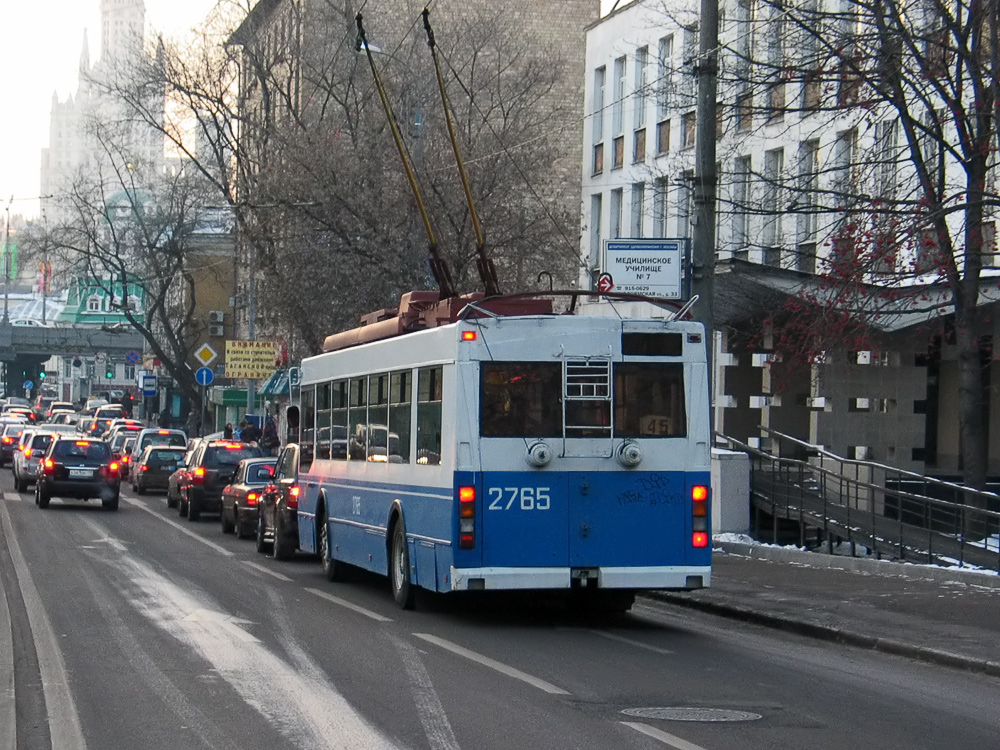
Optima 2765